# Eugeniusz Markowski (dyplomata)
Eugeniusz Markowski (ur. 8 listopada 1912 w Warszawie, zm. 24 lutego 2007 tamże) – polski malarz, scenograf, pedagog oraz dyplomata. 

## Życiorys
Urodził się 8 listopada 1912 r. w Warszawie, w rodzinie Józefa i Natalii z Kowalewskich. Ukończył gimnazjum w Radzyniu. Uczęszczał na ASP w Warszawie i w 1938 r. uzyskał dyplom w pracowni prof. Tadeusza Pruszkowskiego. Studiował także we Francji i Włoszech. Leitmotivem w jego pracach są ludzie oraz zwierzęta przedstawiane w skarykaturalizowany i zbrutalizowny sposób, a sam artysta od początku swojej twórczości stosował figurację. Od 1938 r. wystawiał w Instytucie Propagandy Sztuki. 
Od 1940 r. przebywał we Włoszech, gdzie w 1944 r. związał się z Włoską Partią Komunistyczną. W sierpniu 1944 r. został delegatem Polpress we Włoszech i podjął starania na rzecz utworzenia ambasady PKWN w Rzymie. W sierpniu 1945 r. akredytowany jako chargé d'affaires Tymczasowego Rządu Jedności Narodowej przystąpił do organizacji ambasady polskich komunistów w Rzymie. Z chwilą przybycia do Rzymu ambasadora Stanisława Kota jego misja zakończyła się i podjął pracę jako korespondent Polskiej Agencji Prasowej, w latach 1948–1949 I Sekretarz Ambasady RP w Rzymie, następnie w latach 1949–1955 radca/chargé d'affaires Poselstwa PRL w Kanadzie. Kiedy objął placówkę dyplomatyczną w Ottawie, starał się o sprowadzenie do Polski wawelskich arrasów, znajdujących się wtedy w Quebecu. Jego starania zostały zakończone sukcesem. 
W latach 1956–1970 zajmował stanowisko dyrektora w Departamencie Współpracy z Zagranicą. Od roku 1970 był profesorem malarstwa na Akademiach Sztuk Pięknych w Warszawie i Poznaniu. 
Żonaty z córką pisarza Jarosława Iwaszkiewicza Teresą (dziennikarką i redaktorką), z którą miał córkę Magdę. 
Zmarł 24 lutego 2007 r. w Warszawie. Pochowany na cmentarzu Powązkowskim (kwatera 239-4-30). 

## Ordery i odznaczenia
- Krzyż Oficerski Orderu Odrodzenia Polski (22 lipca 1951)[3]
- Złoty Krzyż Zasługi (20 lipca 1954)[4]

## Nagrody
- Nagroda im. Cypriana Kamila Norwida (w 1984)
- Nagroda pisma "EXIT" (w 1994)
- Nagroda ministra kultury w dziedzinie Sztuk Pięknych (w 2005)
- Poznańska Nagroda Kolekcjonerów im. dr. Lecha Siuty